# T-10 (char)
Pour les articles homonymes, voir T10.
Le T-10 (Indice GABTU Object 730) est un char lourd soviétique conçu au début des années 1950 pour remplacer les chars lourds IS-3 et IS-4 peu fiables et pas assez mobiles. À son époque, il représentait le char le plus sophistiqué de l'arsenal blindé soviétique avant d'être supplanté au milieu des années 1960 par le char moyen T-64. Dernier char lourd soviétique, il sert dans le groupement des forces armées soviétiques en Allemagne jusqu'à la fin des années 1970.

## Histoire

### Genèse
En 1947, le Conseil des ministres de l'URSS ordonne l'arrêt de la production en grande série du char lourd IS-4 en date du 9 avril 1947. L'IS-4 s'avère trop lourd (59 t), trop bruyant et son coût de production s'avère être trois fois supérieur à celui de l'IS-3 pour des performances marginalement supérieures à ce dernier.
Le 8 février 1949, le Conseil des ministres a adopté la résolution No.701-270ss, interdisant le développement de chars lourds de plus de 50 t. Cette résolution est motivée par les limitations imposées par l'infrastructure routière et ferroviaire soviétique. En pièce jointe de cette résolution se trouvait un appel d'offres destiné aux bureaux d'études des usines Kirov de Léningrad (LKZ) et de Tcheliabinsk (ChKZ) relatif au développement d'un nouveau modèle de char lourd devant avoir une masse en ordre de combat inférieure ou égale à 50 t. Le char lourd devant porter l'appellation d'IS-5.
En septembre 1949, le bureau d'études de l'usine Kirov de Tcheliabinsk, alors dirigé par M.F. Balzhi et supervisé par Joseph Kotine, présenta le prototype de son futur char lourd portant l'appellation Objet 730. L'Objet 730 reprenait une version allégée du châssis de l'IS-7 reposant sur le train de roulement de l'IS-4, la tourelle était de conception nouvelle. L'Objet 730 reprenait la transmission de l'IS-4 et possédait une poutre de ventilation également similaire à l'exception  des ventilateurs de radiateur basés sur ceux du char Panther.
Les essais organisés par l'usine à la fin du mois de septembre révélèrent que la boîte de mécanismes n'était pas assez robuste. En fin 1949, de nouveaux essais furent menés avec un nouveau modèle de transmission qui incorporait un train d'engrenages épicycloïdaux et une boîte de vitesses à huit rapports. En outre, un système de refroidissement à éjecteur remplaça les ventilateurs axiaux. 
Entre avril et mai 1950, trois prototypes de l'Objet 730 participèrent aux essais d'état prenant place sur le terrain d'essais de Koubinka. Il s'est ensuivi de légères modifications et améliorations du groupe motopropulseur. Durant l'été, la fiabilité des prototypes en environnement désertique fut évaluée dans le district de Mary, dans le désert du Karakoum, au Turkménistan.
Les résultats positifs de ces essais amenèrent à la commande d'un lot de dix exemplaires de présérie en octobre afin que l'État soviétique puisse mener des essais supplémentaires durant les mois d'octobre et novembre 1950. 
En décembre 1952, après deux ans d'essais et d'améliorations, l'Objet 730 de était enfin prêt à être fabriqué en grande série à partir de l'été 1953 sous l'appellation d'IS-8. Cependant, la mort soudaine de Staline entraina un retard généralisé dans la procédure à la suite de la déstalinisation. L'appellation du char changea brièvement en IS-9 puis IS-10 pour finalement adopter le nom de T-10 le 28 novembre 1953 à la suite d'une résolution du Conseil des ministres de l'URSS, relatif au processus de déstalinisation.
Seulement deux-cent-cinq T-10 seront construits à l'usine Kirov de Tcheliabinsk (ChKZ) de 1953 à 1956 dont cent-quatre-vingt-dix entre 1954 et 1956.

## Caractéristiques techniques

### Armement

#### Principal
Le T-10 est armé d'un canon D-25TA de 122 mm conçu par l'usine 9 de Iekaterinbourg. Ce canon à âme rayée long de 46 calibres (5 750 mm) possède une pression maximale admissible en chambre de 270 MPa pour une longueur de recul allant jusqu'à 570 mm. L'effort de recul est limité grâce à l'emploi d'un frein de bouche à deux étages d’aubes monté à son extrémité. Le D-25TA est identique au canon D-25T du même calibre que l'on retrouve sur les chars lourds IS-3 et l'IS-4 hormis le fait qu'il est équipé d'un refouloir de chargement et d'un palier de roulements raccourci limitant son débattement en site de -3° à +17°.
Le D-25TA est produit en grande série de 1953 à 1957, les derniers modèles fabriqués la dernière année sont équipés d'un évacuateur de fumée monté aux deux tiers de la longueur du tube.

Le char T-10A est quant à lui armé du canon D-25TS, il diffère du D-25TA par son évacuateur de fumée de série et par l'installation du système PUOT couplé au stabilisateur «Uragan» permettant sa stabilisation en site afin de permettre au T-10A de tirer en marche.
Le T-10B conserve le canon D-25TS mais reçoit quant à lui au cours de sa production limitée le système PUOT-2 couplé au stabilisateur «Grom» permettant une stabilisation en site et en gisement.
Le T-10M est armé d'un nouveau canon de 122 mm appelé M-62T2 utilisant de nouvelles munitions de 122 mm (122×759mm) conçues spécifiquement pour ce canon. Ses caractéristiques balistiques sont supérieures au D-25T dû à l'emploi d'un tube long de 52 calibres (6 393 mm) et une pression maximale admissible en chambre passant à 392 MPa. Afin de permettre un pointage en site négatif jusqu'à un angle de -5°, les pistons accumulateurs du frein de tir ont été déplacés en dessous de la culasse, cela réduit, en contrepartie, le débattement en site positif à +15°. Le M-62T2 est équipé d'un nouveau frein de bouche à six étages d’aubes
qui limite la longueur de recul du canon à 560 mm. Le char est équipé du système PUOT-2S couplé au stabilisateur «Liven'», permettant une stabilisation en site et en gisement plus précise qu'avec les modèles précédents.

#### Secondaire
Le T-10 disposait en armement secondaire de mitrailleuses de gros calibre : pour les T-10, T-10A, T-10B, deux mitrailleuses DShKM de 12,7 mm était disposées l'une en DCA au niveau de la trappe du chargeur opérable par le chargeur (uniquement de l'extérieur), l'autre en coaxial à droite du canon, utilisable par le tireur. 
Sur le T-10A, la portée de la mitrailleuse coaxiale est de 2000m avec le système de visée. A cause du système de visée TUP-21, sa portée fut abaissée à 1000m. 
Le T-10M quant à lui possédait une ou deux mitrailleuses KPVT de 14,5 mm très utilisée sur les chars soviétiques à cette époque. Une ou deux car cela dépend, seulement 1 T-10M sur 5 était équipé d'un montage en DCA notamment à cause de l'encombrement et de son coût élevé. Lorsqu'elle s'y trouvait, la mitrailleuse en DCA était opérable par le chargeur (uniquement de l'extérieur), montée sur un support rotatif "PZU-7", elle bénéficiait d'un viseur rond "VK-4", mais sur 1 T-10M sur 50 construits, un viseur optique PU-1 était installé. L'autre mitrailleuse était installée en coaxiale à droite du canon utilisable par le tireur.
La capacité d'emport de munition est de 744 cartouches pour les KPVT et de 1000 cartouches pour les DShKM
L'Object 265 avait un armement secondaire différent, il comptait deux mitrailleuses coaxiales, une KPVT de 14,5 mm ainsi qu'une SGMT de 7,62 mm ainsi qu'une autre mitrailleuse KPVT en DCA, au niveau de la trappe du chargeur. La capacité d'emport est de 510 cartouches pour les KPVT, 1000 pour les SGMT. L'Object 265 transportait également deux AK-47 avec 600 cartouches. 

### Protection

#### Blindage
La forme de la caisse du T-10 est similaire à celle de l'IS-3 avec la forme spécifique de son glacis rappelant le de nez d'un brochet.
Cette dernière est faite d'un assemblage de tôles de blindage en alliage d'acier 42SM que l'on retrouve également sur le char moyen T-54. 
Les essais balistiques effectués en mai-juin 1950 ont révélé que le glacis était capable de résister à des obus perforant BR-471 de 122 mm tirés à une distance de 100 m et à 400 m pour l'avant de la caisse.
La tourelle des T-10, T-10A et T-10B est moulée une seule pièce faite d'acier MBL-1, à l'exception du toit qui est rajouté après moulage. Sa face avant possède une épaisseur maximale de 250 mm.

### Mobilité

#### Moteur
Les T-10 et le T-10A possèdent un moteur Diesel ChTZ V-12-5, sa puissance maximale est de (700 ch) à 2 100 tr/min et son couple maximal est de 2 842 N m à 1 400 tr/min. 
Ce moteur V12 à refroidissement liquide possède une cylindrée de 38,88 ℓ. La suralimentation du moteur est assurée par un compresseur axial AM42-K entraîné par le vilebrequin. Ce moteur à la particularité d'utiliser un système de refroidissement à éjecteur, avant d'être expulsé, les gaz d'échappement, sous pression, passent en dessous des radiateurs, ce qui crée, par différence de pression, un appel d'air au-dessus des radiateurs qui va faire plonger l'air frais extérieur dans les radiateurs afin de les refroidir.
Le moteur V-12-5B du T-10B est identique au V-12-5 à l'exception de son alternateur G-5, plus puissant (5 kW) afin d'alimenter en électricité le dispositif PUOT-2 assurant la stabilisation du canon en site et en gisement.
Le T-10M utilise le moteur V-12-6B, plus puissant, il développe 750 ch à 2 100 tr/min et son couple maximal est de 2 942 N m à 1 400 tr/min. Il possède des chemises de refroidissement pour son système de pré-chauffage du carter. Le turbocompresseur est remplacé par un modèle UNA-6 plus puissant. 
À partir de 1958, le moteur est porté au standard V12-6V par le remplacement de son alternateur G-5 par le G-6.5 de 6 kW. 
À l'origine le T-10 possédait trois réservoirs de carburant situés dans le compartiment moteur ; la capacité totale en carburant était de 450 ℓ.
En juin 1955, les T-10 furent rétrofités avec de nouveaux réservoirs faisant passer la capacité d'emport en carburant à 630 ℓ.
Les T-10M fabriqués à l'usine Kirov (Objet 272) et à l'usine de Tcheliabinsk (Objet 734) possèdent six réservoirs pour une capacité de 640 ℓ.
À partir du mois décembre 1962, les T-10M reçurent une nouvelle boîte de mécanismes plus compacte, permettant d'augmenter le volume de deux des réservoirs, faisant passer la capacité totale en carburant à 740 ℓ.
Deux réservoirs supplémentaires de 150 ℓ chacun peuvent être montés au-dessus de chaque barbotin. Sanglés aux déports de caisse, ces réservoirs conformes sont réalisés en tôle d'aluminium embouties.

#### Transmission
Trois modèles de transmissions furent utilisés sur les T-10, elles possèdent toutes une direction dite "régénérative" utilisant une direction différentielle simple. La direction du char pouvait également s'effectuer par freinage et débrayage, toujours à l'aide des leviers de direction.
Le T-10 reprend la boîte de mécanismes de l'IS-7 
Les T-10M fabriqués à l'usine Kirov (Objet 272) possèdent une boîte de vitesses planétaire à triple arbre possédant huit rapports en marche avant et deux en marche arrière. Le passage des vitesses et le débrayage sont actionnés hydrauliquement. Son système de direction avait la particularité de fournir un rayon de virage progressif pour chaque rapport.
À partir du mois de décembre 1962, les T-10M furent rétrofités avec une nouvelle boîte de mécanisme plus compacte, possédant une boîte de vitesses simplifiée ne comportant que six rapports en marche avant. Bien que simplifiée, la direction conservait la possibilité de fournir un rayon de virage progressif pour chaque rapport.
Le fait que plusieurs usines aient travaillé sur différents prototypes du T-10 fait que selon le modèle, les transmissions ainsi que le principe utilisé ne sont pas les mêmes.

#### Train de roulement

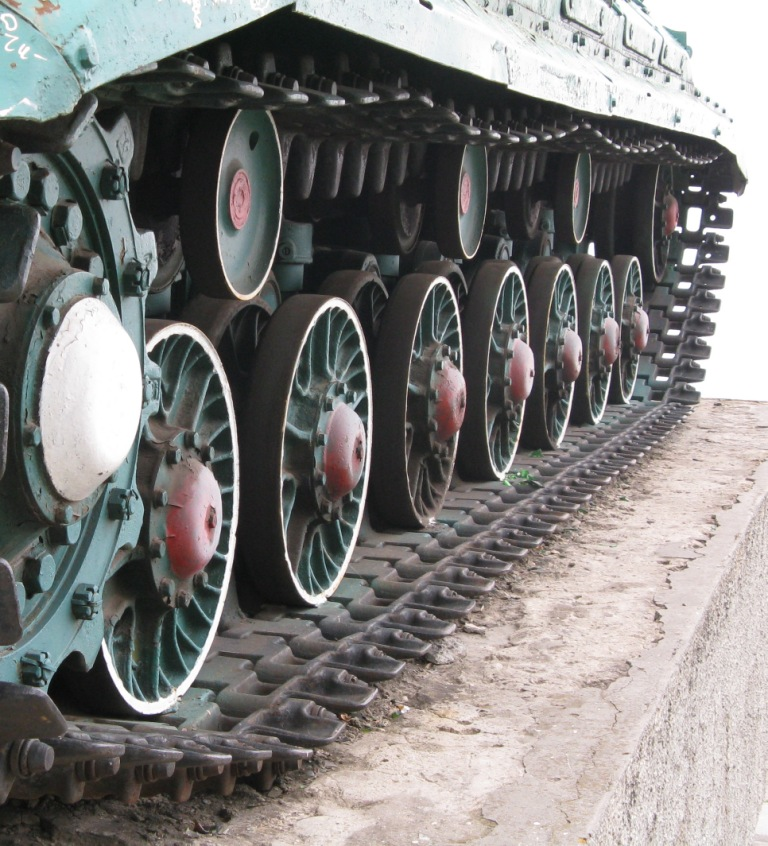
Chaque galet de roulement pèse 119 kg, la chenille pèse à elle toute seule 2147 kg.

Le train de roulement comporte sept paires de galets, avec trois rouleaux porteurs par chenille pour supporter le brin supérieur. 
Les galets de roulement sont en acier moulé et possèdent un diamètre de 550 mm.
Les chenilles à axes secs OMSh ont une largeur de 720 mm et possèdent chacune 88 patins en acier.
La suspension comprend quatorze barres de torsion, les premiers et septièmes galets de roulement possèdent un amortisseur hydraulique à l'intérieur de leur bras de suspension respectif, une troisième paire d'amortisseurs fut ajoutée sur le T-10M. Une butée élastique sous la forme d'un ressort en volute est présente au-dessus de chaque bras de suspension.
Comme sur l'IS-7, chaque barre de torsion est un assemblage de sept petites barres de torsion combinées en un faisceau, cela permet de raccourcir leur longueur à 88 cm et de limiter ainsi la hauteur du châssis.
Le débattement vertical des bras de suspension est de 144 mm en phase de compression et fut porté à 172 mm sur le T-10M.

## Variantes
- Objet 268 (1956 # prototype de canon automoteur armé d'un 152 mm, sur châssis de T-10)